# Port lotniczy Le Havre-Octeville
Port lotniczy Le Havre-Octeville (fr. Aéroport du Havre-Octeville) – lotnisko cywilne położone we francuskim mieście Hawr. 
W 2007 roku obsłużyło ponad 65 tys. pasażerów.

## Linie lotnicze i połączenia
| Linia lotnicza | Kierunek |
| -------------- | -------- |
| Twin Jet       | 1. Lyon  |